# Carry van Bruggen
Carry van Bruggen (Smilde, 1 de gener de 1881-Laren, 16 de novembre de 1932) fou una escriptora neerlandesa.

## Biografia
Va néixer a Smilde, amb el nom de Caroline de Haan, com a sisena filla d'una família jueva de disset nens. Son pare era hazàn (cantor) a la comunitat jueva local, i escorxador. Un dels seus germans era l'escriptor Jacob Israël de Haan, amb qui gairebé es consideraven bessons, perquè havien nascut el mateix any. El subtítol del seu recull de contes Het huisje aan de sloot: 25 episodis de la vida d'una nena i el seu bessó, va contribuir a la confusió. Va estudiar a l'escola de mestres i exercí com a mestra uns anys abans d'anar-se'n amb el seu espòs, el periodista Kees van Bruggen, cap a les colònies de l'Índia neerlandesa, actualment Indonèsia. El 1910 tornà cap als Països Baixos. Va casar-se una segona vegada, també sense gaire felicitat.
Segons G. W. Huygens, la seva obra té una posició important en la literatura neerlandesa de l'inici del segle XX per la seva intel·ligència, la seva capacitat d'autoanàlisi, la seva joventut jueva i la seva natura inquieta i complexa, tot i el menyspreu d'una part dels intel·lectuals de què havia estat objecte per la seva condició de dona autodidacta. La seva obra explora i reivindica la necessitat de llibertat i les moltes maneres en què les restriccions de la societat fan impossible la llibertat real.

## Avui
El 1997, la ciutat de Zaandam va erigir una escultura pública d'una biblioteca amb la seva obra per commemorar l'autora.

## Obra
La Biblioteca digital de la literatura neerlandesa publicà l'inventari complet de l'obra. No hi ha cap traducció catalana. A més d'obres literàries, també publicà textos assagístics que mantenen la seva modernitat, entre els quals destaca el seu estudi Prometeu, una contribució a la comprensió del desenvolupament de l’individualisme a la literatura. Vegeu més avall una selecció de les seves obres més importants.

### Obra literària
- De verlatene (1910) (L'abandonat): la història d'un jueu gran i creient, els fills del qual abandonen les tradicions ancestrals
- Heleen (1913): una novel·la autobiogràfica sobre l'efimeritat de la joventut
- Het joodje (1914) (El petit jueu)
- Uit het leven van een denkende vrouw (1920), sota el pseudònim de Justine Abbing (Extractes de vida d'una dona que pensa)
- Het verspeelde leven (1922), (La vida perduda) sota el pseudònim de Justine Abbing
- De klas van twaalf (1928) (Una classe de dotze)
- Het huisje aan de sloot, 25 episoden uit het leven van een meisje en haar tweelingsbroer 1921 (traducció: La petita casa al marge del canal: 25 episodis de la vida d'una nena i el seu bessó), 25 contes autobiogràfics
- Eva (1924), novel·la autobiogràfica

### Obra assagística
- Prometheus (1919), estudi sobre l'individualisme en la literatura
- Hedendaags fetichisme (1925), sobre l'abús de la llengua